# Lijst van rijksmonumenten in Breukelen
De plaats Breukelen telt 155 inschrijvingen in het rijksmonumentenregister. Hieronder een overzicht.
| Object | Oorspronkelijke functie?  | Bouwjaar                                           | Architect                                   | Locatie                          | Coördinaten?                  | Nr.?   | Afbeelding |
| --- | ------------------------- | -------------------------------------------------- | ------------------------------------------- | -------------------------------- | ----------------------------- | ------ | --- |
| Pand met zolderverdieping en door pannen gedekt schilddak, aan de voorzijde afgewolfd boven de van een houten kroonlijst voorziene gevel van vroeg-19e-eeuws karakter | Woonhuis                  | 17e eeuw                                           |                                             | Brugstraat 19                    | 52° 10' 20" NB, 5° 0' 16" OL  | 10588  | Pand met zolderverdieping en door pannen gedekt schilddak, aan de voorzijde afgewolfd boven de van een houten kroonlijst voorziene gevel van vroeg-19e-eeuws karakter |
| Laag gepleisterd huis met topgevel | Woonhuis                  |                                                    |                                             | Brugstraat 17                    | 52° 10' 20" NB, 5° 0' 16" OL  | 10589  | Laag gepleisterd huis met topgevel |
| Pand met gepleisterde topgevel met ankers, uitlopend tot aan de Dannengracht in dubbele gepleisterde topgevels                                                        | Woonhuis                  | 1678                                               |                                             | Brugstraat 2                     | 52° 10' 19" NB, 5° 0' 14" OL  | 10590  | Meer afbeeldingen |
| Pand met klokgevel, fraai gebeeldhouwd, met ovaal gebeeldhouwd venster                                                                                                | Woonhuis                  | 17e eeuw                                           |                                             | Brugstraat 8                     | 52° 10' 19" NB, 5° 0' 15" OL  | 10591  | Meer afbeeldingen |
| Bakkerij met uithangbord en uitgebouwd, halfrond etalageraam. Laag gepleisterd huis                                                                                   | Nijverheid                | 18e eeuw                                           |                                             | Brugstraat 14                    | 52° 10' 20" NB, 5° 0' 16" OL  | 10592  | Meer afbeeldingen |
| Weltevreden | Woonhuis                  | 19e eeuw                                           |                                             | Brugstraat 20                    | 52° 10' 19" NB, 5° 0' 17" OL  | 10593  | Weltevreden |
| Pand met lijstgevel | Woonhuis                  | 18e eeuw                                           |                                             | Dannestraat 5                    | 52° 10' 18" NB, 5° 0' 13" OL  | 10594  | Meer afbeeldingen |
| Vecht en Dan | Kasteel, buitenplaats     | 18e eeuw                                           |                                             | Dannegracht 16                   | 52° 10' 18" NB, 5° 0' 18" OL  | 10595  | Meer afbeeldingen |
| Pand met gepleisterde lijstgevel in topgevel eindigend | Woonhuis                  | 18e eeuw                                           |                                             | Herenstraat 24                   | 52° 10' 21" NB, 5° 0' 13" OL  | 10597  | Pand met gepleisterde lijstgevel in topgevel eindigend |
| Pand met gepleisterde lijstgevel in topgevel eindigend | Woonhuis                  | 18e eeuw                                           |                                             | Herenstraat 26                   | 52° 10' 21" NB, 5° 0' 13" OL  | 10598  | Pand met gepleisterde lijstgevel in topgevel eindigend |
| Pand met topgevel | Woonhuis                  | 18e eeuw                                           |                                             | Herenstraat 34                   | 52° 10' 22" NB, 5° 0' 13" OL  | 10599  | Meer afbeeldingen |
| Pand met gepleisterde gevels met rechte getande kroonlijst | Woonhuis                  | 18e eeuw                                           |                                             | Herenstraat 38                   | 52° 10' 22" NB, 5° 0' 12" OL  | 10600  | Meer afbeeldingen |
| Pand met lijstgevel, gepleisterd | Woonhuis                  | 18e eeuw                                           |                                             | Herenstraat 42                   | 52° 10' 23" NB, 5° 0' 12" OL  | 10601  | Meer afbeeldingen |
| Pand met gepleisterde afgeknotte gevel | Woonhuis                  | 18e eeuw                                           |                                             | Herenstraat 44                   | 52° 10' 23" NB, 5° 0' 12" OL  | 10602  | Meer afbeeldingen |
| Lage woningen, met rechte gootlijst en roedeverdeling vensters | Woonhuis                  | 18e eeuw                                           |                                             | Kerkplein 1                      | 52° 10' 18" NB, 5° 0' 4" OL   | 10603  | Meer afbeeldingen |
| Het Rechthuis van Breukelen en Beukelerweerd, afgeknotte halsgevel, gebeeldhouwde steen, het pand zet zich voort in een hoger gebouw in de Herenstraat                | Gerechtsgebouw            | mogelijk 16e eeuw                                  |                                             | Kerkbrink 35                     | 52° 10' 20" NB, 5° 0' 12" OL  | 10605  | Het Rechthuis van Breukelen en Beukelerweerd, afgeknotte halsgevel, gebeeldhouwde steen, het pand zet zich voort in een hoger gebouw in de Herenstraat                |
| Witgepleisterd huis met zadeldak en zakgoot | Woonhuis                  | 18e eeuw                                           |                                             | Stationsweg 1                    | 52° 10' 17" NB, 5° 0' 7" OL   | 10606  | Meer afbeeldingen |
| Nederlands Hervormde Kerk | Kerk en kerkonderdeel     | vermoedelijk 15e eeuw (kerk) 1705 (toren herbouwd) |                                             | Straatweg 59                     | 52° 10' 18" NB, 5° 0' 5" OL   | 10609  | Meer afbeeldingen |
| Grafkapel | Kapel                     | 1718                                               |                                             | Straatweg bij 59                 | 52° 10' 18" NB, 5° 0' 5" OL   | 10610  | Upload foto |
| Voormalige pastorie gelegen op de hoek van de straatweg en de Nassaustraat                                                                                            | Kerkelijke dienstwoning   | 1851                                               |                                             | Straatweg 61                     | 52° 10' 20" NB, 5° 0' 4" OL   | 10611  | Meer afbeeldingen |
| Grigia | Woonhuis                  | vroeg 19e eeuw                                     |                                             | Straatweg 78                     | 52° 10' 11" NB, 5° 0' 28" OL  | 10612  | Meer afbeeldingen |
| Slangevecht | Kasteel, buitenplaats     | 18e eeuw                                           |                                             | Straatweg 40                     | 52° 9' 29" NB, 5° 1' 7" OL    | 10613  | Meer afbeeldingen |
| Vreedenoord | Kasteel, buitenplaats     | 18e eeuw                                           |                                             | Straatweg 68                     | 52° 10' 6" NB, 5° 0' 31" OL   | 10614  | Meer afbeeldingen |
| Klein Boom en Bosch witgepleisterd | Woonhuis                  | 19e eeuw                                           |                                             | Straatweg 80                     | 52° 10' 14" NB, 5° 0' 24" OL  | 10615  | Meer afbeeldingen |
| Pand van eenvoudig landelijk harmonisch karakter, enigszins verbouwd                                                                                                  | Woonhuis                  |                                                    |                                             | Straatweg 120                    | 52° 10' 20" NB, 5° 0' 6" OL   | 10616  | Meer afbeeldingen |
| Gepleisterd pand zonder verdieping, onder pannen zadeldak met puntgevel opzij. Deuromlijsting met hoofdgestel. Vormt een geheel met Straatweg 200 en 202              | Woonhuis                  | eerste helft van de 19e eeuw                       |                                             | Straatweg 198                    | 52° 10' 41" NB, 5° 0' 11" OL  | 10619  | Meer afbeeldingen |
| Gepleisterd rechthoekig pand; houten deuromlijsting. Geglazuurd zwart pannen dak. Vormt een geheel met het buurnummer 202                                             | Woonhuis                  | 18e eeuw                                           |                                             | Straatweg 200                    | 52° 10' 41" NB, 5° 0' 11" OL  | 10620  | Meer afbeeldingen |
| Gepleisterd rechthoekig pand; houten deuromlijsting. Geglazuurd zwart pannen dak. Vormt een geheel met het buurnummer 200                                             | Woonhuis                  | 18e eeuw                                           |                                             | Straatweg 202                    | 52° 10' 41" NB, 5° 0' 11" OL  | 10621  | Meer afbeeldingen |
| Nieuw Hogerlust | Woonhuis                  | eind 18e eeuw                                      |                                             | Straatweg 204                    | 52° 10' 41" NB, 5° 0' 11" OL  | 10622  | Meer afbeeldingen |
| Vechtvliet | Kasteel, buitenplaats     | ca. 1670, nadien verbouwd                          |                                             | Straatweg 220                    | 52° 10' 49" NB, 5° 0' 18" OL  | 10623  | Vechtvliet |
| Vechtvliet, stallen | Boerderij                 | 18e eeuw                                           |                                             | Straatweg 224                    | 52° 10' 53" NB, 5° 0' 20" OL  | 10624  | Upload foto |
| Kortrijkse Molen | Industrie- en poldermolen | 1696                                               |                                             | Stationsweg 105                  | 52° 10' 12" NB, 4° 59' 21" OL | 10625  | Meer afbeeldingen |
| Sluiswachterswoning | Dienstwoning              |                                                    |                                             | Zandpad 2                        | 52° 11' 7" NB, 5° 0' 30" OL   | 10626  | Meer afbeeldingen |
| Boerderij langhuistype | Boerderij                 | 18e eeuw                                           |                                             | Zandpad 3                        | 52° 11' 6" NB, 5° 0' 29" OL   | 10627  | Meer afbeeldingen |
| Boerderij in neogotische stijl, langhuis, gesneden dakrand versieringen                                                                                               | Boerderij                 | 19e eeuw                                           |                                             | Zandpad 12                       | 52° 11' 3" NB, 5° 0' 29" OL   | 10628  | Meer afbeeldingen |
| Vechtzicht | Boerderij                 | 17e eeuw                                           |                                             | Zandpad 27                       | 52° 10' 51" NB, 5° 0' 24" OL  | 10629  | Meer afbeeldingen |
| Lage witgepleisterde hofstede met uitbouw, zadeldak in topgevels eindigend                                                                                            | Bijgebouwen kastelen enz. |                                                    |                                             | Zandpad 50                       | 52° 10' 11" NB, 5° 0' 33" OL  | 10630  | Lage witgepleisterde hofstede met uitbouw, zadeldak in topgevels eindigend                                                                                            |
| Boomrijk | Bijgebouwen kastelen enz. |                                                    |                                             | Zandpad 53                       | 52° 10' 8" NB, 5° 0' 36" OL   | 10631  | Boomrijk |
| Vecht en Hoff | Kasteel, buitenplaats     | 18e eeuw                                           |                                             | Zandpad 43                       | 52° 10' 27" NB, 5° 0' 14" OL  | 10634  | Meer afbeeldingen |
| Boerderij, witgepleisterd langhuistype | Boerderij                 |                                                    |                                             | Zandpad 34                       | 52° 10' 40" NB, 5° 0' 19" OL  | 10635  | Meer afbeeldingen |
| Oud Klarenbeek | Boerderij                 | 18e eeuw                                           |                                             | Zandpad 74                       | 52° 9' 52" NB, 5° 0' 40" OL   | 10637  | Meer afbeeldingen |
| Boerderij, dwarshuis met opkamer, dak in topgevels eindigend | Boerderij                 | 18e eeuw                                           |                                             | Zandpad 88                       | 52° 9' 31" NB, 5° 1' 9" OL    | 10639  | Meer afbeeldingen |
| Klein Vechtvliet | Dienstwoning              | 18e/19e eeuw                                       |                                             | Straatweg 222                    | 52° 10' 53" NB, 5° 0' 18" OL  | 332615 | Meer afbeeldingen |
| Theekoepel | Tuin, park en plantsoen   | midden 19e eeuw                                    |                                             | Theekoepel Straatweg             | 52° 9' 40" NB, 5° 0' 42" OL   | 364433 | Theekoepel |
| De Braamakker | Sport en recreatie        | 1940-1941                                          | G.Th. Rietveld                              | Zomerhuis middenin plassengebied | 52° 10' 42" NB, 5° 2' 11" OL  | 451863 | Upload foto |
| Nijenrode: Tuinprieel | Tuin, park en plantsoen   | 19e eeuw                                           |                                             | Straatweg bij 25                 | 52° 9' 50" NB, 5° 0' 34" OL   | 457941 | Nijenrode: Tuinprieel |
| Groot Ruwiel | Boerderij                 |                                                    |                                             | Oud Aa 34A                       | 52° 10' 56" NB, 4° 58' 30" OL | 497065 | Meer afbeeldingen |
| Queekhoven | Kasteel, buitenplaats     | 1700                                               |                                             | Zandpad 39                       | 52° 10' 31" NB, 5° 0' 15" OL  | 507031 | Meer afbeeldingen |
| Queekhoven: historische tuin- en parkaanleg | Tuin, park en plantsoen   | 19e eeuw                                           |                                             | Zandpad 39                       | 52° 10' 31" NB, 5° 0' 15" OL  | 507040 | Meer afbeeldingen |
| Queekhoven: noordelijk bouwhuis | Bijgebouwen kastelen enz. | 1700                                               |                                             | Zandpad 38                       | 52° 10' 32" NB, 5° 0' 14" OL  | 507041 | Meer afbeeldingen |
| Queekhoven: zuidelijk bouwhuis | Bijgebouwen kastelen enz. | 1700                                               |                                             | Zandpad 40a                      | 52° 10' 29" NB, 5° 0' 15" OL  | 507042 | Meer afbeeldingen |
| Queekhoven: tuinmanswoning | Bijgebouwen kastelen enz. | 1700                                               |                                             | Zandpad 40                       | 52° 10' 29" NB, 5° 0' 15" OL  | 507043 | Meer afbeeldingen |
| Queekhoven: toegangshekken met hekpijlers | Bijgebouwen kastelen enz. | 1700                                               |                                             | Zandpad bij 39                   | 52° 10' 29" NB, 5° 0' 12" OL  | 507044 | Meer afbeeldingen |
| Queekhoven: meandermuur met poort | Bijgebouwen kastelen enz. | 1700                                               |                                             | Zandpad bij 39                   | 52° 10' 33" NB, 5° 0' 24" OL  | 507045 | Meer afbeeldingen |
| Queekhoven: koude dubbele bak | Bijgebouwen kastelen enz. | 1700                                               |                                             | Zandpad bij 39                   | 52° 10' 33" NB, 5° 0' 25" OL  | 507046 | Upload foto |
| Queekhoven: koude bak | Bijgebouwen kastelen enz. | 1700                                               |                                             | Zandpad bij 39                   | 52° 10' 33" NB, 5° 0' 27" OL  | 507047 | Upload foto |
| Queekhoven: kas | Bijgebouwen kastelen enz. | ca. 1900                                           |                                             | Zandpad bij 39                   | 52° 10' 33" NB, 5° 0' 28" OL  | 507048 | Upload foto |
| Queekhoven: druivenkas | Bijgebouwen kastelen enz. | 19e eeuw                                           |                                             | Zandpad bij 39                   | 52° 10' 33" NB, 5° 0' 29" OL  | 507049 | Upload foto |
| Queekhoven: muurkas tegen dwarsmuur | Bijgebouwen kastelen enz. | 1900-1990                                          |                                             | Zandpad bij 39                   | 52° 10' 32" NB, 5° 0' 29" OL  | 507050 | Upload foto |
| Queekhoven: muurkas | Bijgebouwen kastelen enz. | 1900-1910                                          |                                             | Zandpad bij 39                   | 52° 10' 32" NB, 5° 0' 28" OL  | 507051 | Upload foto |
| Queekhoven: kweekbak | Bijgebouwen kastelen enz. | 1899-1900                                          |                                             | Zandpad bij 39                   | 52° 10' 31" NB, 5° 0' 28" OL  | 507052 | Upload foto |
| Queekhoven: schuur | Bijgebouwen kastelen enz. | 1899-1900                                          |                                             | Zandpad bij 39                   | 52° 10' 30" NB, 5° 0' 31" OL  | 507053 | Upload foto |
| Queekhoven: kippenhok en schuilhokje | Bijgebouwen kastelen enz. | 1900                                               |                                             | Zandpad bij 39                   | 52° 10' 30" NB, 5° 0' 31" OL  | 507138 | Upload foto |
| Queekhoven: dam met pijlers en toegangshek | Bijgebouwen kastelen enz. | 1900                                               |                                             | Zandpad bij 39                   | 52° 10' 30" NB, 5° 0' 31" OL  | 507139 | Upload foto |
| Queekhoven: sokkel met zonnewijzer | Bijgebouwen kastelen enz. | 1900                                               |                                             | Zandpad bij 39                   | 52° 10' 31" NB, 5° 0' 15" OL  | 507140 | Upload foto |
| Queekhoven: voetstuk met bloempot | Bijgebouwen kastelen enz. | 1900                                               |                                             | Zandpad bij 39                   | 52° 10' 31" NB, 5° 0' 15" OL  | 507141 | Upload foto |
| Queekhoven: voetstuk met zittend vrouwfiguur | Bijgebouwen kastelen enz. | 1925                                               |                                             | Zandpad bij 39                   | 52° 10' 29" NB, 5° 0' 14" OL  | 507142 | Upload foto |
| Queekhoven: voetstuk met kinderfiguur | Bijgebouwen kastelen enz. | 1800                                               |                                             | Zandpad bij 39                   | 52° 10' 30" NB, 5° 0' 31" OL  | 507143 | Upload foto |
| Gunterstein | Kasteel, buitenplaats     | 1681                                               |                                             | Zandpad 48                       | 52° 10' 20" NB, 5° 0' 21" OL  | 508234 | Meer afbeeldingen |
| Gunterstein: historische tuin- en parkaanleg | Tuin, park en plantsoen   | tweede kwart 18e eeuw                              |                                             | Zandpad 48                       | 52° 10' 20" NB, 5° 0' 21" OL  | 508236 | Meer afbeeldingen |
| Gunterstein: zuidelijk bouwhuis | Bijgebouwen kastelen enz. |                                                    |                                             | Zandpad bij 48                   | 52° 10' 20" NB, 5° 0' 23" OL  | 508237 | Meer afbeeldingen |
| Gunterstein: Noordelijk bouwhuis | Bijgebouwen kastelen enz. |                                                    |                                             | Zandpad bij 48                   | 52° 10' 21" NB, 5° 0' 23" OL  | 508238 | Meer afbeeldingen |
| Gunterstein: toegangsbrug | Tuin, park en plantsoen   | eind 18e eeuw                                      |                                             | Zandpad bij 48                   | 52° 10' 20" NB, 5° 0' 23" OL  | 508239 | Meer afbeeldingen |
| Gunterstein: 'Krakelingen'brug | Bijgebouwen kastelen enz. | eind 18e eeuw                                      |                                             | Zandpad bij 48                   | 52° 10' 20" NB, 5° 0' 21" OL  | 508240 | Meer afbeeldingen |
| Gunterstein: keermuur | Bijgebouwen kastelen enz. | 17e eeuw                                           |                                             | Zandpad bij 48                   | 52° 10' 20" NB, 5° 0' 22" OL  | 508241 | Meer afbeeldingen |
| Gunterstein: dubbel toegangshek | Bijgebouwen kastelen enz. |                                                    |                                             | Laan van Gunterstein bij 2       | 52° 10' 21" NB, 5° 0' 24" OL  | 508242 | Meer afbeeldingen |
| Gunterstein: tuinbeeld | Bijgebouwen kastelen enz. | 1712                                               | Jan Pieter van Baurscheidt de Oudere        | Zandpad bij 48                   | 52° 10' 15" NB, 5° 0' 33" OL  | 508250 | Meer afbeeldingen |
| Gunterstein: bruggetje | Bijgebouwen kastelen enz. | 19e eeuw                                           |                                             | Zandpad bij 48                   | 52° 10' 20" NB, 5° 0' 28" OL  | 508251 | Upload foto |
| Gunterstein: tuinhuisje | Tuin, park en plantsoen   | 1935                                               |                                             | Zandpad bij 48                   | 52° 10' 19" NB, 5° 0' 27" OL  | 508252 | Meer afbeeldingen |
| Gunterstein: koetshuis | Bijgebouwen kastelen enz. | 1765                                               |                                             | Laan van Gunterstein 1           | 52° 10' 23" NB, 5° 0' 25" OL  | 508253 | Meer afbeeldingen |
| Gunterstein: boerderij met zomerhuis | Bijgebouwen kastelen enz. | 18e eeuw                                           |                                             | Laan van Gunterstein 2           | 52° 10' 22" NB, 5° 0' 26" OL  | 508254 | Meer afbeeldingen |
| Gunterstein: toegangshek moestuin | Bijgebouwen kastelen enz. | 19e eeuw                                           |                                             | Laan van Gunterstein bij 2       | 52° 10' 22" NB, 5° 0' 24" OL  | 508255 | Meer afbeeldingen |
| Gunterstein: moestuinschutting | Bijgebouwen kastelen enz. |                                                    |                                             | Laan van Gunterstein bij 2       | 52° 10' 23" NB, 5° 0' 21" OL  | 508256 | Meer afbeeldingen |
| Gunterstein: schuur | Bijgebouwen kastelen enz. | 19e eeuw                                           |                                             | Laan van Gunterstein bij 2       | 52° 10' 23" NB, 5° 0' 21" OL  | 508257 | Upload foto |
| Gunterstein: jagershuis | Bijgebouwen kastelen enz. | laatste kwart 19e eeuw                             |                                             | Laan van Gunterstein 4           | 52° 10' 25" NB, 5° 1' 18" OL  | 508258 | Upload foto |
| Gunterstein: hekwerk | Bijgebouwen kastelen enz. |                                                    |                                             | Zandpad bij 48                   | 52° 10' 11" NB, 5° 0' 32" OL  | 508259 | Upload foto |
| Gunterstein: buitenhuis 'Klein boomrijk' | Bijgebouwen kastelen enz. | 1849                                               |                                             | Zandpad 49                       | 52° 10' 11" NB, 5° 0' 33" OL  | 508260 | Meer afbeeldingen |
| Gunterstein: woning 'Klein boomrijk' | Bijgebouwen kastelen enz. | 1890-1910                                          |                                             | Zandpad 51                       | 52° 10' 8" NB, 5° 0' 35" OL   | 508261 | Meer afbeeldingen |
| Gunterstein: boerderij 'Boomrijk' met zomerhuis en toegangshek | Bijgebouwen kastelen enz. | 1917                                               |                                             | Zandpad 53                       | 52° 10' 8" NB, 5° 0' 36" OL   | 508262 | Meer afbeeldingen |
| Groenevecht: hoofdgebouw | Kasteel, buitenplaats     | 1650-1675                                          |                                             | Zandpad 37                       | 52° 10' 34" NB, 5° 0' 16" OL  | 510518 | Meer afbeeldingen |
| Groenevecht: historische tuin- en parkaanleg | Tuin, park en plantsoen   | 17e eeuw                                           |                                             | Zandpad bij 37                   | 52° 10' 37" NB, 5° 0' 19" OL  | 510526 | Meer afbeeldingen |
| Groenevecht: tuinmanswoning | Bijgebouwen kastelen enz. | 1937                                               |                                             | Zandpad 35                       | 52° 10' 40" NB, 5° 0' 16" OL  | 510529 | Meer afbeeldingen |
| Groenevecht: boerderij met zomerhuis | Boerderij                 | 17e eeuw                                           |                                             | Zandpad 34                       | 52° 10' 40" NB, 5° 0' 19" OL  | 510530 | Meer afbeeldingen |
| Groenevecht: Toegangshekken | Erfscheiding              |                                                    |                                             | Zandpad bij 37                   | 52° 10' 37" NB, 5° 0' 13" OL  | 510532 | Meer afbeeldingen |
| Groenevecht: toegangshekken | Erfscheiding              | 19e eeuw                                           |                                             | Zandpad bij 37                   | 52° 10' 37" NB, 5° 0' 19" OL  | 510534 | Upload foto |
| Groenevecht: brug | Tuin, park en plantsoen   | 19e eeuw                                           |                                             | Zandpad bij 37                   | 52° 10' 36" NB, 5° 0' 15" OL  | 510537 | Upload foto |
| Groenevecht: brug | Tuin, park en plantsoen   | 19e eeuw                                           |                                             | Zandpad bij 37                   | 52° 10' 37" NB, 5° 0' 19" OL  | 510538 | Upload foto |
| Groenevecht: duiker | Waterweg, werf en haven   | 19e eeuw                                           |                                             | Zandpad bij 37                   | 52° 10' 33" NB, 5° 0' 21" OL  | 510539 | Upload foto |
| Rustoord | Boerderij                 | 1879                                               |                                             | Straatweg 179                    | 52° 10' 50" NB, 5° 0' 14" OL  | 520601 | Meer afbeeldingen |
| Rustoord: toegangshek | Erfscheiding              | 1879                                               |                                             | Straatweg bij 179                | 52° 10' 50" NB, 5° 0' 13" OL  | 520602 | Meer afbeeldingen |
| Rustoord: wagenschuur | Boerderij                 | 1879                                               |                                             | Straatweg bij 179                | 52° 10' 50" NB, 5° 0' 14" OL  | 520603 | Meer afbeeldingen |
| Sluiswachterswoning | Woonhuis                  | 1891                                               |                                             | Stationsweg 10                   | 52° 10' 16" NB, 4° 59' 45" OL | 520605 | Sluiswachterswoning |
| Schutsluis | Waterkering en -doorlaat  | 1891                                               |                                             | Stationsweg bij 10               | 52° 10' 15" NB, 4° 59' 47" OL | 520606 | Schutsluis |
| Nijenrode: parkaanleg en labyrinth | Tuin, park en plantsoen   | 1650-1940                                          |                                             | Straatweg bij 25                 | 52° 9' 47" NB, 5° 0' 23" OL   | 520608 | Meer afbeeldingen |
| Nijenrode: kasteel met twee ophaalbruggen en poort | Kasteel, buitenplaats     | 1200-1300                                          |                                             | Straatweg 25                     | 52° 9' 50" NB, 5° 0' 34" OL   | 520609 | Meer afbeeldingen |
| Nijenrode: poortgebouw | Begraafplaats en -onderdl | 1916                                               |                                             | Straatweg bij 25                 | 52° 9' 46" NB, 5° 0' 37" OL   | 520610 | Meer afbeeldingen |
| Nijenrode: koetshuis | Bijgebouwen kastelen enz. | 1916                                               |                                             | Straatweg bij 25                 | 52° 9' 48" NB, 5° 0' 31" OL   | 520611 | Meer afbeeldingen |
| Nijenrode: dienstwoning | Dienstwoning              | 1911-1912                                          |                                             | Straatweg bij 25                 | 52° 9' 39" NB, 5° 0' 40" OL   | 520612 | Meer afbeeldingen |
| Nijenrode: toegangshek | Erfscheiding              | 1750                                               |                                             | Straatweg bij 25                 | 52° 9' 48" NB, 5° 0' 33" OL   | 520613 | Meer afbeeldingen |
| Nijenrode: botenhuis | Opslag                    | 1915                                               |                                             | Straatweg bij 25                 | 52° 9' 41" NB, 5° 0' 41" OL   | 520614 | Meer afbeeldingen |
| Nijenrode: zomerhuis | Tuin, park en plantsoen   | 1880-1900                                          |                                             | Straatweg bij 25                 | 52° 9' 48" NB, 5° 0' 33" OL   | 520615 | Upload foto |
| Nijenrode: prieel | Tuin, park en plantsoen   | 1910-1920                                          |                                             | Straatweg bij 25                 | 52° 9' 48" NB, 5° 0' 33" OL   | 520616 | Meer afbeeldingen |
| Nijenrode: tuinsieraden | Tuin, park en plantsoen   | 1600-1920                                          |                                             | Straatweg bij 25                 | 52° 9' 48" NB, 5° 0' 33" OL   | 520617 | Meer afbeeldingen |
| Nijenrode: orangerie | Tuin, park en plantsoen   | 1910-1920                                          |                                             | Straatweg bij 25                 | 52° 9' 53" NB, 5° 0' 26" OL   | 520618 | Meer afbeeldingen |
| Nijenrode: kas en tuinmuur | Tuin, park en plantsoen   | 1910-1920                                          |                                             | Straatweg bij 25                 | 52° 9' 53" NB, 5° 0' 28" OL   | 520619 | Meer afbeeldingen |
| Nijenrode: stookkelder met schoorsteen | Boerderij                 | 1910-1920                                          |                                             | Straatweg bij 25                 | 52° 9' 53" NB, 5° 0' 26" OL   | 520620 | Upload foto |
| Nijenrode: kas | Tuin, park en plantsoen   | 1910-1920                                          |                                             | Straatweg bij 25                 | 52° 9' 53" NB, 5° 0' 28" OL   | 520621 | Meer afbeeldingen |
| Nijenrode: waterput | Straatmeubilair           | 1910-1920                                          |                                             | Straatweg bij 25                 | 52° 9' 53" NB, 5° 0' 28" OL   | 520622 | Upload foto |
| Nijenrode: tuinvaas | Tuin, park en plantsoen   | 18e eeuw                                           |                                             | Straatweg bij 25                 | 52° 9' 43" NB, 5° 0' 26" OL   | 520623 | Meer afbeeldingen |
| Nijenrode: tuinsieraad | Tuin, park en plantsoen   | 17e eeuw                                           |                                             | Straatweg bij 25                 | 52° 9' 49" NB, 5° 0' 15" OL   | 520624 | Meer afbeeldingen |
| Nijenrode: speelhuisje | Bijgebouwen kastelen enz. | 1912                                               |                                             | Straatweg bij 25                 | 52° 9' 53" NB, 5° 0' 26" OL   | 520625 | Meer afbeeldingen |
| Nijenrode: tennishuisje | Bijgebouwen kastelen enz. | 1910-1920                                          |                                             | Straatweg bij 25                 | 52° 9' 42" NB, 5° 0' 33" OL   | 520626 | Meer afbeeldingen |
| Nijenrode: hertenkamp met stal begrensd door hekwerk | Tuin, park en plantsoen   | 1910-1920                                          |                                             | Straatweg bij 25                 | 52° 9' 43" NB, 5° 0' 31" OL   | 520627 | Meer afbeeldingen |
| Nijenrode: eendenhuis | Dierenverblijf            | 1910-1920                                          |                                             | Straatweg bij 25                 | 52° 9' 43" NB, 5° 0' 31" OL   | 520628 | Meer afbeeldingen |
| Nijenrode: voederhuisje | Bijgebouwen kastelen enz. | 1910-1920                                          |                                             | Straatweg bij 25                 | 52° 9' 42" NB, 5° 0' 33" OL   | 520629 | Meer afbeeldingen |
| Nijenrode: fazanterie | Dierenverblijf            | 1910-1920                                          |                                             | Straatweg bij 25                 | 52° 9' 43" NB, 5° 0' 31" OL   | 520630 | Meer afbeeldingen |
| Nijenrode: volière | Tuin, park en plantsoen   | 1910-1920                                          |                                             | Straatweg bij 25                 | 52° 9' 43" NB, 5° 0' 31" OL   | 520631 | Meer afbeeldingen |
| Nijenrode: prieel | Tuin, park en plantsoen   | 1910-1920                                          |                                             | Straatweg bij 25                 | 52° 9' 43" NB, 5° 0' 31" OL   | 520632 | Meer afbeeldingen |
| Nijenrode: boerderij van het langhuistype | Boerderij                 | 1840-1880                                          |                                             | Straatweg 27                     | 52° 9' 55" NB, 5° 0' 26" OL   | 520633 | Upload foto |
| Nijenrode: tuin in landschappelijke stijl | Tuin, park en plantsoen   | 1912-1915                                          | L.A. Springer en H. Copijn                  | Straatweg bij 25                 | 52° 9' 46" NB, 5° 0' 23" OL   | 520634 | Meer afbeeldingen |
| Nijenrode: rozentuin | Tuin, park en plantsoen   | 1912-1915                                          | L.A. Springer en H. Copijn                  | Straatweg bij 25                 | 52° 9' 48" NB, 5° 0' 33" OL   | 520635 | Meer afbeeldingen |
| Nijenrode: nutstuin met onder meer broeikassen | Tuin, park en plantsoen   | 1910-1920                                          | L.A. Springer en H. Copijn                  | Straatweg bij 25                 | 52° 9' 53" NB, 5° 0' 28" OL   | 520636 | Meer afbeeldingen |
| Dienstwoning | Woonhuis                  | 1891                                               |                                             | Kanaaldijk West 1                | 52° 11' 24" NB, 4° 59' 45" OL | 520638 | Dienstwoning |
| Veerhuis met schuurtje | Woonhuis                  | 1891                                               |                                             | Kanaaldijk West 2                | 52° 11' 22" NB, 4° 59' 45" OL | 520639 | Veerhuis met schuurtje |
| Ophaalbrug over de Danne | Brug                      | 1891                                               |                                             | BY Kerkvaart nr. 26              | 52° 10' 17" NB, 4° 59' 57" OL | 520641 | Meer afbeeldingen |
| Woonhuis met stijlinvloeden van de Amsterdamse School | Woonhuis                  | 1920-1930                                          |                                             | Nieuweweg 3                      | 52° 9' 42" NB, 5° 1' 36" OL   | 520642 | Woonhuis met stijlinvloeden van de Amsterdamse School |
| Vrede en Rust: hoofdgebouw | Woonhuis                  | 17e eeuw (hoofdvorm) tweede helft 19e eeuw         |                                             | Straatweg 30                     | 52° 9' 26" NB, 5° 1' 11" OL   | 520643 | Meer afbeeldingen |
| Gereformeerde Kerk | Kerk en kerkonderdeel     | 1908-1909                                          | A. Griffioen                                | Straatweg 37                     | 52° 10' 10" NB, 5° 0' 13" OL  | 520644 | Gereformeerde Kerk |
| Woonhuis, bekend als 'Guarda' als herenhuis gebouwd | Woonhuis                  | 1883                                               |                                             | Straatweg 43                     | 52° 10' 13" NB, 5° 0' 10" OL  | 520645 | Meer afbeeldingen |
| Johannes de Doperkerk | Kerk en kerkonderdeel     | 1883                                               | E.J. Margry, A.A.J. Margry en J.M. Snickers | Straatweg 146                    | 52° 10' 24" NB, 5° 0' 9" OL   | 520646 | Meer afbeeldingen |
| Villa Nova | Woonhuis                  | derde kwart 19e eeuw                               |                                             | Zandpad 46                       | 52° 10' 24" NB, 5° 0' 16" OL  | 520647 | Villa Nova |
| Boom en Bosch | Kasteel, buitenplaats     | laatste kwart 17e eeuw                             |                                             | Markt 13                         | 52° 10' 15" NB, 5° 0' 21" OL  | 526618 | Boom en Bosch |
| Boom en Bosch: parkaanleg | Tuin, park en plantsoen   | eerste helft 19e eeuw en later                     |                                             | Markt bij 13                     | 52° 10' 15" NB, 5° 0' 16" OL  | 526620 | Boom en Bosch: parkaanleg |
| Boom en Bosch bouwhuis | Bijgebouwen kastelen enz. | eerste helft 18e eeuw                              |                                             | Markt bij 13                     | 52° 10' 15" NB, 5° 0' 21" OL  | 526622 | Boom en Bosch bouwhuis |
| Boom en Bosch: tuinhek | Tuin, park en plantsoen   | laat 18e of vroeg 19e eeuw                         |                                             | Markt bij 13                     | 52° 10' 14" NB, 5° 0' 17" OL  | 526623 | Boom en Bosch: tuinhek |
| Boom en Bosch: entreehek met schamppalen | Tuin, park en plantsoen   | midden 18e eeuw                                    |                                             | Markt bij 13                     | 52° 10' 14" NB, 5° 0' 17" OL  | 526624 | Boom en Bosch: entreehek met schamppalen |
| Tuinsieraden | Tuin, park en plantsoen   | ca. 1700                                           |                                             | Markt bij 13                     | 52° 10' 14" NB, 5° 0' 17" OL  | 526625 | Tuinsieraden |
| Oudaen | Kasteel, buitenplaats     | laat 13e eeuw                                      |                                             | Zandpad 80                       | 52° 9' 38" NB, 5° 0' 53" OL   | 526626 | Oudaen |
| Oudaen: parkaanleg | Tuin, park en plantsoen   | middeleeuwen                                       |                                             | Zandpad bij 80                   | 52° 9' 38" NB, 5° 0' 54" OL   | 526628 | Oudaen: parkaanleg |
| Oudaen: poortgebouw | Bijgebouwen kastelen enz. | ca. 1300                                           |                                             | Zandpad bij 81                   | 52° 9' 38" NB, 5° 0' 54" OL   | 526629 | Upload foto |
| Oudaen: bouwhuis | Bijgebouwen kastelen enz. | 17e eeuw (huidig)                                  |                                             | Zandpad 83                       | 52° 9' 38" NB, 5° 0' 56" OL   | 526630 | Upload foto |
| Oudaen: bouwhuis | Bijgebouwen kastelen enz. | 17e eeuw (huidig)                                  |                                             | Zandpad 81                       | 52° 9' 37" NB, 5° 0' 55" OL   | 526631 | Upload foto |
| Oudaen: boerderij | Bijgebouwen kastelen enz. | 17e eeuw (huidig)                                  |                                             | Zandpad 82                       | 52° 9' 39" NB, 5° 0' 55" OL   | 526632 | Upload foto |
| Oudaen: zomerhuis | Bijgebouwen kastelen enz. | ca. 1860                                           |                                             | Zandpad bij 82                   | 52° 9' 39" NB, 5° 0' 55" OL   | 526633 | Upload foto |
| Gunterstein: voormalig hoofdtoegangshek | Tuin, park en plantsoen   | 1680-1681                                          |                                             | Zandpad bij 48                   | 52° 10' 22" NB, 5° 0' 36" OL  | 528498 | Meer afbeeldingen |